# Jerry Garcia Band
Die Jerry Garcia Band war eine Band des Grateful-Dead-Leaders Jerry Garcia. Diese Band war das größte und längste Nebenprojekt Garcias.

## Geschichte
Seit ihrem ersten Auftritt 1975 existierte die Band bis zu seinem Tod 1995. 1996 wurde zwar die Band unter dem Namen JGB zu seiner Erinnerung weitergeführt, jedoch in anderer Besetzung und auch teilweise anderer Stilrichtung. Neben der Jerry Garcia Band gab es noch die Jerry Garcia Acoustic Band, die sich dadurch unterscheidet, dass sie rein akustisch war und die Jerry Garcia Band rein elektrisch.
Die Band entstand während einer Pause von Grateful Dead mit Musikern, die schon zusammen mit ihm bei Legion of Mary spielten. Neben Garcia war John Kahn das einzig konstante Mitglied über 20 Jahre. Danach war Melvin Seals (Keyboard und elektronische Orgel), der spätere Gründer von JGB, das längste Mitglied. Er trat der Band 1980 bei und blieb bis zur Auflösung. Kahn starb 1996 vor der Gründung von JGB, so dass Seals der neue Leader wurde.
Das stilistische Spektrum der Band war weit gefächert. Die Hauptrichtung war Rockmusik, die von Country, Blues, Folk und Jazz beeinflusst war (vgl. Roots Rock). Doch Garcia ließ sich auch von Rhythm and Blues und Reggae inspirieren. Seals bringt viel Gospelorgel in den Stil ein. Wie auch bei den Deads war musikalische Improvisation ein fester Bestandteil bei den Auftritten. Auffällig war auch, dass Garcia viele Songs von Bob Dylan coverte.
1978 erschien das erste Studioalbum „Cats Under the Stars“, erst 1991 erschien das nächste Album „Jerry Garcia Band“, das gleichnamige Livealbum wurde 1990 während eines Auftrittes im Musiktheater The Warfield aufgenommen. Zehn weitere Livealben wurden erst posthum nach Garcias und Kahns Tod veröffentlicht.
Mehrere Grateful-Dead-Mitglieder gehörten zeitweise zur Formation, die ständig wechselte. Die Jerry Garcia Band tourte nicht nur in Pausen von Grateful Dead, sondern häufig auch parallel, so dass es auch zu gemeinsamen Auftritten kam.

## Diskografie

### Alben
| Jahr | Titel                                                                        | Höchstplatzierung, Gesamtwochen, AuszeichnungChartsChartplatzierungen (Jahr, Titel, Platzierungen, Wochen, Auszeichnungen, Anmerkungen) | Anmerkungen |
| Jahr | Titel                                                                        | US | Anmerkungen |
| ---- | ---------------------------------------------------------------------------- | --- | ----------- |
| 1991 | Jerry Garcia Band                                                            | US97 (5 Wo.)US |             |
| 1997 | How Sweet It Is                                                              | US81 (5 Wo.)US |             |
| 2001 | Don’t Let Go                                                                 | US137 (2 Wo.)US |             |
| 2001 | Shining Star                                                                 | US194 (2 Wo.)US |             |
| 2004 | After Midnight: Kean College, 2/28/80                                        | US118 (1 Wo.)US |             |
| 2013 | GarciaLive: Volume One, March 1st, 1980, Capitol Theatre                     | US87 (1 Wo.)US |             |
| 2013 | GarciaLive: Volume Two, August 5th, 1990, Greek Theatre                      | US82 (1 Wo.)US |             |
| 2013 | GarciaLive: Volume Three, Legion of Mary, December 14-15, 1974, Northwest To | US102 (1 Wo.)US |             |
| 2014 | GarciaLive: Volume Four, March 22nd, 1978, Veteran’s Hall                    | US74 (1 Wo.)US |             |
| 2014 | GarciaLive: Volume Five, December 31st, 1975, Keystone Berkeley              | US81 (1 Wo.)US |             |
| 2017 | GarciaLive: Volume Seven, November 8th, 1976, Sophie’s, Palo Alto            | US96 (1 Wo.)US |             |
| 2017 | GarciaLive: Volume Eight, November 23rd, 1991, Bradley Center                | US96 (1 Wo.)US |             |
| 2018 | GarciaLive: Volume Ten, May 20th, 1990, Hilo Civic Auditorium                | US153 (1 Wo.)US |             |
| 2019 | Electric on the Eel                                                          | US154 (1 Wo.)US |             |

Weitere Alben
- 1978: Cats Under the Stars
- 2004: Theatre 1839, July 29 & 30, 1977
- 2004: Lunt-Fontanne, New York City, October 31, 1987
- 2004: Lunt-Fontanne, New York City, The Best of the Rest, October 15–30, 1987
- 2005: Merriweather Post Pavilion, September 1 & 2, 1989
- 2005: Warner Theatre, March 18, 1978
- 2006: Coliseum, Hampton, VA, November 9, 1991 (mit Bruce Hornsby)
- 2009: Bay Area, 1978 – 2009
- 2009: The Jerry Garcia Collection, Volume 2: Let It Rock
- 2019: Garcia Live Volume 11
- 2020: Garcia Live Volume 13